# Tarajka

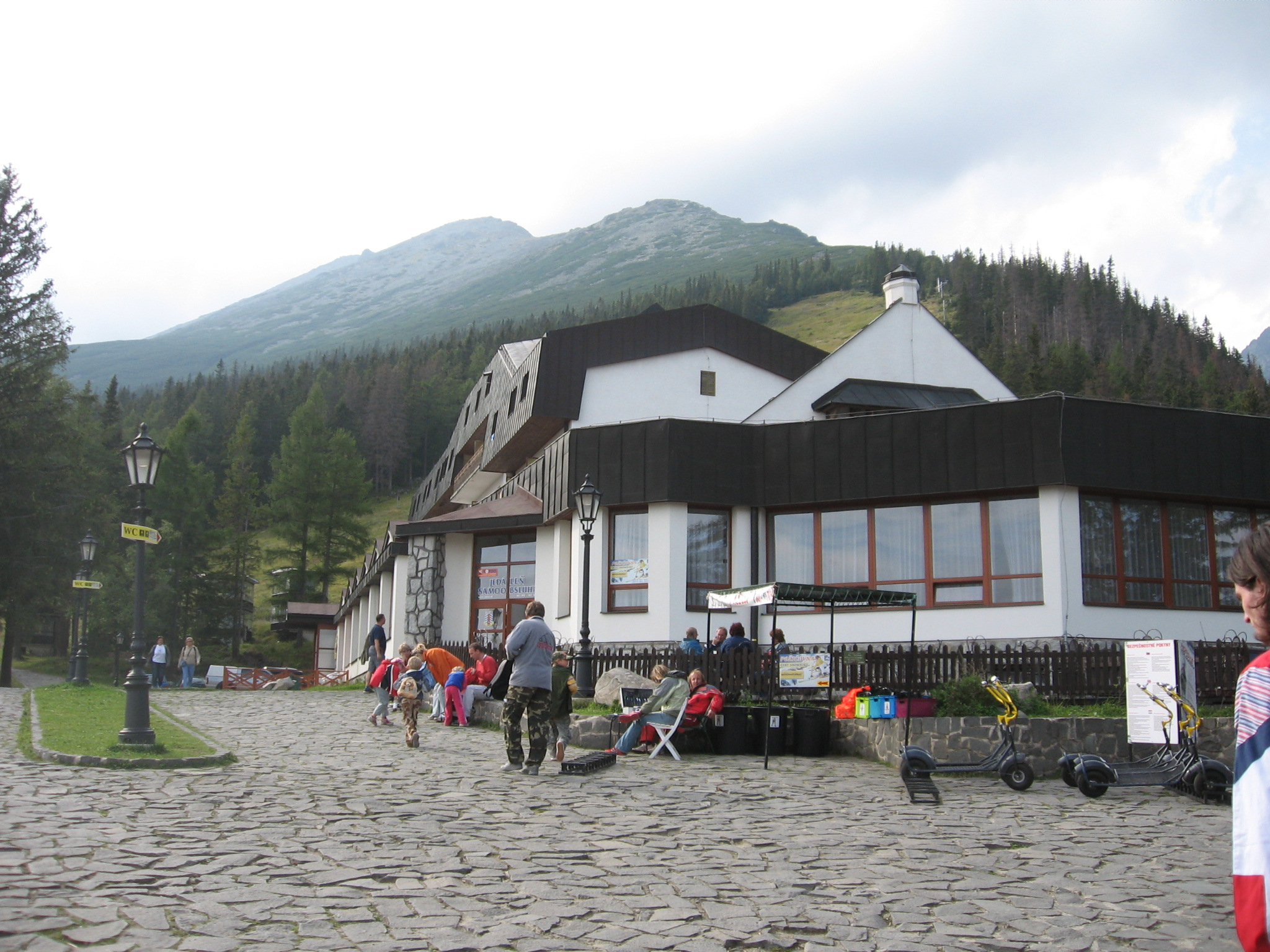
A Tarajka és a Tarajka hegyi szálló

A Tarajka (szlovákul Hrebienok)  Szlovákiában, a Magas-Tátrában, a Nagyszalóki-csúcs keleti gerincén lévő teraszos hegyfok, vagyis taraj 1285 méteres tengerszint feletti magasságban. Nevét a formájáról kapta. Fenyőerdővel borított északkeleti oldala meredeken esik a Tar-pataki-völgy felé, míg déli oldala lankásan ereszkedik Ótátrafürednek.
Itt van az Ótátrafüredi Siklóvasút felső végállomása, ahonnan sífelvonó indul tovább, és itt található a Tarajka szálló is, amelyhez aszfaltozott úton juthatunk fel. Az Ótátrafüredről a hegyre felvezető út utolsó kanyarulatában, a Ótátrafüredi Siklóvasút tarajkai állomásától alig pár száz métere találjuk a Szilágyi Dezső-kilátót.
A hegyen alkotják meg telente turistalátványosságnak a tátrai jégtemplomot.
A közeli Szószéken van a Bilík menedékház (volt Guhr-menedékház).